# Ich will
Ich will ist ein Lied der deutschen Neue-Deutsche-Härte-Band Rammstein. Es wurde von Rammstein geschrieben und von Jacob Hellner gemeinsam mit der Band produziert. Der Song ist die dritte Singleauskopplung ihres dritten Studioalbums Mutter und wurde am 10. September 2001 veröffentlicht.

## Inhalt
Der Text des Liedes dreht sich um die Gier nach Macht und Ruhm.

„(Ich will) Ich will, dass ihr mir vertraut

(Ich will) Ich will, dass ihr mir glaubt

(Ich will) Ich will eure Blicke spüren

(Ich will) jeden Herzschlag kontrollieren“

## Musikvideo
Das Musikvideo zu Ich will wurde am 9. August 2001 am und im ehemaligen Staatsratsgebäude der DDR am Berliner Schloßplatz gedreht.
Die Mitglieder von Rammstein übernehmen im Video die Rollen von Terroristen, die eine Bank überfallen. Der Hauptgrund des Überfalls besteht darin, eine möglichst große Aufmerksamkeit bei Menschen und Medien zu erregen. Im Verlauf des Videos ergeben sich die Terroristen als Teil ihrer Inszenierung dem SEK und genießen während ihrer Festnahme die Aufmerksamkeit der Menschenmenge. Nur Keyboarder Flake Lorenz bleibt als lebende Bombe im Gebäude. Er trägt ein kinetisches Objekt des Synästhetik-Künstlers Marva H. Kuebler vor die Brust geschnallt, das dieser mit der Unterstützung des Hard- und Softwareentwicklers Werner Star baute. Die Bombe explodiert am Ende in Form einer schnellen Abfolge von Bildern aus anderen Rammstein-Musikvideos.
Etwa 250 Statisten und ein Helikopter kamen bei dem Dreh zum Einsatz. Regie führte Joern Heitmann, der zuvor schon das Video zum Lied Sonne umgesetzt hatte.

## Single

### Covergestaltung
Das Singlecover zeigt das Gesicht eines Mannes, der seinen Mund weit aufreißt, um zu schreien. Links unten im Bild befinden sich die weißen Schriftzüge Rammstein und Ich will. Das Rammstein-Logo ist links oben zu sehen. Über dem gesamten Cover liegt ein grüner Farbton.

### Titelliste
Deutsche Version
1. Ich will – 3:37
2. Ich will (live) – 4:17
3. Ich will (WestBam Mix) – 6:20
4. Ich will (Paul van Dyk Mix) – 6:13
5. Pet Sematary (Live-Coverversion mit Clawfinger; Original von Ramones) – 6:31
6. Ich will (Live CD-R Track) – 4:20

- Die Single erschien auch als 2-Track-CD, nur mit den Songs Ich will und Ich will (live).
- Im Vereinigten Königreich wurde die Single in drei verschiedenen Versionen mit unterschiedlichen Bonustiteln veröffentlicht.

### Chartplatzierungen
Ich will stieg am 24. September 2001 auf Platz 29 in die deutschen Charts ein und konnte sich neun Wochen in den Top 100 halten. Auch in Österreich und im Vereinigten Königreich erreichte die Single die Charts und belegte Rang 59 bzw. 30.
| ChartsChartplatzierungen     | Höchstplatzierung | Wochen |
| ---------------------------- | ----------------- | ------ |
| Deutschland (GfK)            | 29 (9 Wo.)        | 9      |
| Österreich (Ö3)              | 59 (3 Wo.)        | 3      |
| Vereinigtes Königreich (OCC) | 30 (2 Wo.)        | 2      |

### Auszeichnungen für Musikverkäufe
Für mehr als 250.000 verkaufte Einheiten in Deutschland erhielt Ich will im Jahr 2022 eine Goldene Schallplatte.
| Land/Region        | Auszeichnungen für Musikverkäufe (Land/Region, Auszeichnung, Verkäufe) | Verkäufe |
| ------------------ | ---------------------------------------------------------------------- | -------- |
| Deutschland (BVMI) | Gold                                                                   | 250.000  |
| Insgesamt          | 1× Gold ·                                                              | 250.000  |

Hauptartikel: Rammstein/Auszeichnungen für Musikverkäufe